# Albo d'oro del campionato peruviano di calcio
L'albo d'oro del campionato peruviano di calcio include 112 campionati peruviani della massima serie.

## Albo d'oro

### Liga Peruana de Football
- 1912: Lima Cricket[1]
- 1913: Jorge Chávez N. 1[2]
- 1914: Lima Cricket[3]
- 1915: José Gálvez[4]
- 1916: José Gálvez[5]
- 1917: Sport Juan Bielovucic[6]
- 1918: Alianza Lima[7]
- 1919: Alianza Lima[8]
- 1920: Sport Inca[9]
- 1921: Sport Progreso[10]
- 1922: Non disputato
- 1923: Non disputato
- 1924: Non disputato
- 1925: Non disputato

### Epoca Amatoriale
- 1926: Sport Progreso[11]
- 1927: Alianza Lima[12]
- 1928: Alianza Lima[13]
- 1929: Universitario[14]
- 1930: Atlético Chalaco[15]
- 1931: Alianza Lima[16]
- 1932: Alianza Lima[17]
- 1933: Alianza Lima[18]
- 1934: Universitario[19]
- 1935: Sport Boys[20]
- 1936: Non disputato
- 1937: Sport Boys[21]
- 1938: Dep. Municipal[22]
- 1939: Universitario[23]
- 1940: Dep. Municipal[24]
- 1941: Universitario[25]
- 1942: Sport Boys[26]
- 1943: Dep. Municipal[27]
- 1944: Mariscal Sucre[28]
- 1945: Universitario[29]
- 1946: Universitario[30]
- 1947: Atlético Chalaco[31]
- 1948: Alianza Lima[32]
- 1949: Universitario[33]
- 1950: Dep. Municipal[34]

### Epoca Professionistica
- 1951: Sport Boys[35]
- 1952: Alianza Lima[36]
- 1953: Mariscal Sucre[37]
- 1954: Alianza Lima[38]
- 1955: Alianza Lima[39]
- 1956: Sporting Cristal[40]
- 1957: Centro Iqueño[41]
- 1958: Sport Boys[42]
- 1959: Universitario[43]
- 1960: Universitario[44]
- 1961: Sporting Cristal[45]
- 1962: Alianza Lima[46]
- 1963: Alianza Lima[47]
- 1964: Universitario[48]
- 1965: Alianza Lima[49]

### CampionatoDescentralizado
- 1966: Universitario[50]
- 1967: Universitario[51]
- 1968: Sporting Cristal[52]
- 1969: Universitario[53]
- 1970: Sporting Cristal[54]
- 1971: Universitario[55]
- 1972: Sporting Cristal[56]
- 1973: Defensor Lima[57]
- 1974: Universitario[58]
- 1975: Alianza Lima[59]
- 1976: Unión Huaral[60]
- 1977: Alianza Lima[61]
- 1978: Alianza Lima[62]
- 1979: Sporting Cristal[63]
- 1980: Sporting Cristal[64]
- 1981: Melgar[65]
- 1982: Universitario[66]
- 1983: Sporting Cristal[67]
- 1984: Sport Boys[68]
- 1985: Universitario[69]
- 1986: San Agustín[70]
- 1987: Universitario[71]
- 1988: Sporting Cristal[72]
- 1989: Unión Huaral[73]
- 1990: Universitario[74]
- 1991: Sporting Cristal[75]
- 1992: Universitario[76]
- 1993: Universitario[77]
- 1994: Sporting Cristal[78]
- 1995: Sporting Cristal[79]
- 1996: Sporting Cristal[80]
- 1997: Alianza Lima[81]
- 1998: Universitario[82]
- 1999: Universitario[83]
- 2000: Universitario[84]
- 2001: Alianza Lima[85]
- 2002: Sporting Cristal[86]
- 2003: Alianza Lima[87]
- 2004: Alianza Lima[88]
- 2005: Sporting Cristal[89]
- 2006: Alianza Lima[90]
- 2007: Univ. San Martín[91]
- 2008: Univ. San Martín[92]
- 2009: Universitario[93]
- 2010: Univ. San Martín[94]
- 2011: Juan Aurich[95]
- 2012: Sporting Cristal[96]
- 2013: Universitario[97]
- 2014: Sporting Cristal[98]
- 2015: Melgar[99]
- 2016: Sporting Cristal[100]
- 2017: Alianza Lima[101]
- 2018: Sporting Cristal[102]

### Liga 1
- 2019: Dep. Binacional[103]
- 2020: Sporting Cristal[104]
- 2021: Alianza Lima[105]
- 2022: Alianza Lima [106]
- 2023: Universitario
- 2024: Universitario

## Statistiche

### Titoli per squadra
| Squadra               | Numero di Titoli | Liga Peruana (1912 - 1921) | Epoca Amatoriale (1926 - 1950) | Epoca Professionistica (1951 - Oggi) | Epoca Professionistica (1951 - Oggi) | Epoca Professionistica (1951 - Oggi) | Epoca Professionistica (1951 - Oggi) |
| Squadra               | Numero di Titoli | Liga Peruana (1912 - 1921) | Epoca Amatoriale (1926 - 1950) | Lima e dintorni (1951 - 65)          | Descentralizado (1966-2019)          | Liga 1 (Dal 2019)                    |                                      |
| --------------------- | ---------------- | -------------------------- | ------------------------------ | ------------------------------------ | ------------------------------------ | ------------------------------------ | ------------------------------------ |
| Universitario         | 28               | —                          | 7                              | 3                                    | 16                                   | 2                                    |                                      |
| Alianza Lima          | 25               | 2                          | 6                              | 6                                    | 9                                    | 2                                    |                                      |
| Sporting Cristal      | 20               | —                          | —                              | 2                                    | 17                                   | 1                                    |                                      |
| Sport Boys            | 6                | —                          | 3                              | 2                                    | 1                                    | —                                    |                                      |
| Deportivo Municipal   | 4                | —                          | 4                              | 0                                    | 0                                    | —                                    |                                      |
| Univ. San Martín      | 3                | —                          | —                              | —                                    | 3                                    | —                                    |                                      |
| Melgar                | 2                | —                          | 0                              | 0                                    | 2                                    | —                                    |                                      |
| Unión Huaral          | 2                | —                          | 0                              | 0                                    | 2                                    | —                                    |                                      |
| Mariscal Sucre        | 2                | —                          | 1                              | 1                                    | 0                                    | —                                    |                                      |
| Atlético Chalaco      | 2                | —                          | 2                              | 0                                    | 0                                    | —                                    |                                      |
| Sport Progreso        | 2                | 1                          | 1                              | 0                                    | 0                                    | —                                    |                                      |
| José Gálvez           | 2                | 2                          | —                              | —                                    | —                                    | —                                    |                                      |
| Lima Cricket          | 2                | 2                          | —                              | —                                    | —                                    | —                                    |                                      |
| Defensor Lima         | 1                | —                          | 0                              | 0                                    | 1                                    | —                                    |                                      |
| Dep. Binacional       | 1                | —                          | —                              | —                                    | —                                    | 1                                    |                                      |
| San Agustín           | 1                | —                          | 0                              | 0                                    | 1                                    | —                                    |                                      |
| Juan Aurich           | 1                | —                          | 0                              | 0                                    | 1                                    | —                                    |                                      |
| Centro Iqueño         | 1                | —                          | 0                              | 1                                    | 0                                    | —                                    |                                      |
| Jorge Chávez N. 1     | 1                | 1                          | —                              | —                                    | —                                    | —                                    |                                      |
| Sport Juan Bielovucic | 1                | 1                          | —                              | —                                    | —                                    | —                                    |                                      |
| Sport Inca            | 1                | 1                          | —                              | —                                    | —                                    | —                                    |                                      |